# ノース島 (西沙諸島)
北島（中国語名。英語: North Island、ベトナム語：Đảo Bắc / 島北）は、西沙諸島（パラセル諸島）北東部のアンフィトリテ諸島（英語: Amphitrite Group、中国語: 宣徳環礁）の北部に位置する島のひとつ。ツリー島（中国語: 趙述島）から南東に2海里離れている。
北西から南東までの距離は1500メートル、幅は300メートル、面積は0.4平方キロ。周りは浅瀬に囲まれ、平地はラグーンに組まれ、地面からの高さは3-4メートル。中国はこの島を含む西沙諸島北東部の7つの小島や砂州を七連嶼と呼んでいる。
この島は中華人民共和国に実効支配されており、海南省三沙市に組み込まれている。一方、中華民国（台湾）とベトナムもこの島の主権を主張している。